# Miles Plumlee
Miles Christian Plumlee (Fort Wayne, Indiana; 1 de septiembre de 1988) es un exjugador de baloncesto estadounidense que disputó 7 temporadas en la NBA. Con 2,11 metros de estatura, jugaba en la posición de ala-pívot. 

## Trayectoria deportiva

### Universidad
Jugó durante cuatro temporadas con los Blue Devils de la Universidad de Duke, en las que promedió 4,8 puntos y 4,8 rebotes por partido. en 2010 colaboró con 5,2 puntos y 4,9 rebotes por partido en la victoria en el Torneo de la NCAA, derrotando en la final a Butler.

#### Estadísticas
| Año     | Equipo | PJ  | PT | MPP  | %TC  | %3P   | %TL  | RPP | APP | ROB | TPP | PPP |
| ------- | ------ | --- | -- | ---- | ---- | ----- | ---- | --- | --- | --- | --- | --- |
| 2008–09 | Duke   | 24  | 2  | 6.8  | .474 | .000  | .545 | 1.4 | .0  | .2  | .5  | 1.8 |
| 2009–10 | Duke   | 40  | 24 | 16.4 | .565 | 1.000 | .661 | 4.9 | .3  | .5  | .7  | 5.2 |
| 2010–11 | Duke   | 37  | 16 | 18.0 | .576 | .000  | .548 | 5.2 | .6  | .7  | .7  | 5.2 |
| 2011–12 | Duke   | 34  | 16 | 20.5 | .610 | .000  | .632 | 7.1 | .5  | .5  | .9  | 6.7 |
| Total   | Total  | 135 | 58 | 16.2 | .574 | 1.000 | .611 | 4.9 | .4  | .5  | .7  | 5.0 |

### Profesional
Fue elegido en la vigésimo sexta posición del Draft de la NBA de 2012 por Indiana Pacers, con los que debutó el 5 de noviembre ante San Antonio Spurs, logrando dos puntos y un rebote en cuatro minutos de juego.
[actualizar]
Tras dos temporadas en Atlanta, el 3 de julio de 2019, es traspasado, junto a Solomon Hill, a Memphis Grizzlies a cambio de Chandler Parsons. Sin embargo el 9 de octubre de ese año, dos semanas antes de que comenzara la temporada regular, Plumlee fue desvinculado del equipo. En consecuencia el pívot terminó migrando a la CBA de China, donde se incorporó a los Zhejiang Lions en sustitución de Kenneth Faried. Tras disputar solamente 7 encuentros, dejó al equipo para unirse a los Perth Wildcats de la NBL de Australia, con los que jugaría 13 partidos antes de que el certamen fuese suspendido por el inicio de la pandemia de COVID-19. 

## Estadísticas de su carrera en la NBA

### Temporada regular
| Año     | Equipo    | PJ  | PT  | MPP  | %TC  | %3P  | %TL  | RPP | APP | ROB | TPP | PPP |
| ------- | --------- | --- | --- | ---- | ---- | ---- | ---- | --- | --- | --- | --- | --- |
| 2012-13 | Indiana   | 14  | 0   | 3.9  | .238 | .000 | .750 | 1.6 | .1  | .0  | .2  | .9  |
| 2013-14 | Phoenix   | 80  | 79  | 24.6 | .517 | .000 | .561 | 7.8 | .5  | .6  | 1.1 | 8.1 |
| 2014-15 | Phoenix   | 54  | 28  | 18.6 | .549 | .000 | .500 | 5.1 | .5  | .6  | 1.0 | 4.3 |
| 2014-15 | Milwaukee | 19  | 0   | 9.9  | .492 | .000 | .375 | 2.4 | .4  | .3  | .6  | 3.2 |
| 2015-16 | Milwaukee | 61  | 14  | 14.3 | .601 | .000 | .576 | 3.8 | .3  | .3  | .8  | 5.1 |
| 2016-17 | Milwaukee | 32  | 12  | 9.7  | .441 | .000 | .629 | 1.7 | .6  | .3  | .3  | 2.6 |
| 2016-17 | Charlotte | 13  | 0   | 13.4 | .583 | .000 | .750 | 3.2 | .2  | .5  | .3  | 2.4 |
| 2017-18 | Atlanta   | 55  | 35  | 16.7 | .583 | .000 | .450 | 4.1 | .8  | .3  | .5  | 4.3 |
| 2018-19 | Atlanta   | 18  | 0   | 9.6  | .667 | .000 | .533 | 2.2 | .9  | .3  | .2  | 4.4 |
| Total   | Total     | 346 | 168 | 16.4 | .542 | –    | .543 | 4.5 | .5  | .4  | .7  | 4.9 |

### Playoffs
| Año   | Equipo    | PJ | PT | MPP  | %TC  | %3P  | %TL  | RPP | APP | ROB | TPP | PPP |
| ----- | --------- | -- | -- | ---- | ---- | ---- | ---- | --- | --- | --- | --- | --- |
| 2015  | Milwaukee | 1  | 0  | 16.0 | .125 | .000 | .500 | 6.0 | 1.0 | .0  | 1.0 | 3.0 |
| Total | Total     | 1  | 0  | 16.0 | .125 | .000 | .500 | 6.0 | 1.0 | .0  | 1.0 | 3.0 |

## Vida personal
Es hermano de los también jugadores de baloncesto Mason y Marshall Plumlee.